# Селищно образувание
Селищното образувание e вид селище и териториална единица в България. То обаче не е населено място, тъй като няма постоянно население.

## Статут
Чл. 3, ал. 4 от Закона за административно-териториалното устройство на Република България (ЗАТУРБ) дава следното определение:
Селищните образувания са територии извън строителните граници на населените места, устроени за осъществяване на специфични функции, които са определени със строителни граници, но нямат постоянно живеещо население.
Селищните образувания се създават според необходимостта от задоволяване на възникнали курортни или промишлени нужди с национално или местно значение. Министерският съвет определя селищните образувания с национално значение, а общинските съвети – селищните образувания с местно значение.

## Видове селищни образувания

### Курортни
- вилна зона
- ваканционно селище
- курортен комплекс

### Промишлени
- гара (железопътна)
- спирка (железопътна)
- рибарско селище
- минно селище

Съгласно § 7, ал. 3 от ЗАТУРБ „съществуващите при влизането му в сила (1995) населени места от вида на махали, колиби, гари, минни и промишлени селища придобиват статут на села“.

## Селищни образувания в България

### Варна
- Боровец Север – в район Аспарухово
- Боровец Юг – в район Аспарухово
- Прибой
- Ракитника
- Орехчето
- Крушките – между с. Звездица и с. Приселци
- Кантара – между Боровец и с. Звездица
- Под селото – около с. Звездица
- Летище – около с. Звездица
- Крушова градина – около с. Константиново
- Припек – около с. Константиново
- Лазур – около с. Константиново
- Ачмите – около с. Езерово
- Ментеше – в район Владислав Варненчик
- Балъм дере – в район Владислав Варненчик
- Планова – в район Младост
- Кочмар – в район Младост
- Сълзица – в район Младост
- Пчелина – в район Младост
- Кокарджа (област Варна) – в район Приморски, между Цветния квартал и с. Каменар
- Франга дере – в район Приморски
- Изгрев – в район Приморски
- Сотира (област Варна) – в район Приморски
- Акчелар – в район Приморски
- Свети Никола – в район Приморски
- Траката – в район Приморски
- Дели сава – в район Приморски
- Манастирски рид – в район Приморски
- Добрева чешма – в район Приморски
- Перчемлията – в район Приморски

БУРГАС 
Арапя - около гр. Царево 